# VAW-123
123ème Escadron de commandement et de contrôle aéroporté
Le Carrier Airborne Command and Control Squadron 122 (CARAEWRON ONE TWO THREE ou VAW-123), connu sous le nom de "Screwtops", est un escadron d'alerte avancée de l'US Navy et de commandement aéroporté  basé  à la Naval Air Station Norfolk en Virginie. Créé en 1967, il est équipé du E-2 Hawkeye et affecté actuellement au Carrier Air Wing Three à bord du porte-avions nucléaire USS Dwight D. Eisenhower (CVN-69).

## Historique

### Origine

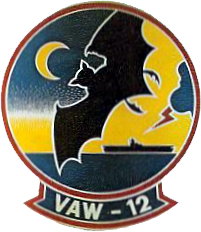
Insigne du VAW-12 Bats

Avec Les VAW-120, VAW-121 et VAW-122, le VAW-123 a été créé  le 1er avril 1967 à partir du Composite Squadron Twelve (VC-12) renommé VAW-12 en 1956. Jusque-là, le VAW-12 avait déployé des détachements de 4 avions pour accompagner les Carrier Air Wings.

### Années 1960
Dès sa mise en service en 1967, il se déploie deux fois au sein du Carrier Air Wing Seventeen (CVW-17) à bord de l'USS Forrestal (CV-59) pour la guerre du Vietnam, devenant le premier escadron VAW de la côte est en entrer en guerre.

### Années 1970

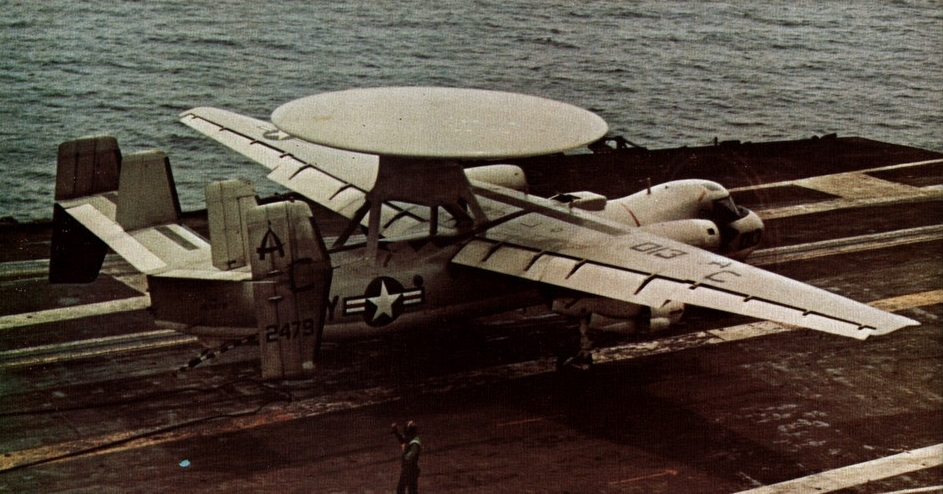
E-2B Hawskye du VAW-123 sur l'USS Saratoga en 1972

En 1970, le VAW-123 rejoint de Carrier Air Wing Three (CVW-3). Durant cette décennie, il effectue 8 déploiements à bord de l'USS Saratoga (CV-60) , dont sept en mer Méditerranée (1970 à 1980) et un au Vietnam (1972-73).

### Années 1980 et 1990
Au cours de cette double décennie, le VAW-123 réalise d'abord 15 déploiements à bord de l'USS America (CV-66) (1981 à 1995).
En octobre 1980, l'escadron est transféré au Carrier Air Wing Eleven (CVW-11) à bord de l'USS America (CV-66) en mer Méditerranée et océan Indien 1981). Puis le VAW-123 est transféré au Carrier Air Wing One (CVW-1) le 12 novembre 1981, toujours sur l'USS America  effectuant des missions dans l'océan Indien, la mer Méditerranée et l'Atlantique Nord, jusqu'au déclassement de l'USS America en 1996. L'escadron a participé aux opérations du golfe de Syrte en 1986 au large des côtes libyennes et a été directement impliqué dans la première utilisation au combat des systèmes d'armes AGM-88 HARM et AGM-84 Harpoon.

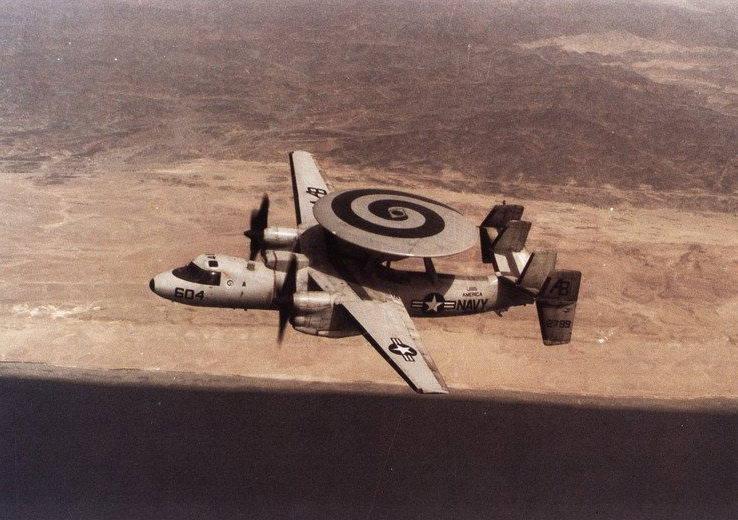
E-2C Hawkeye du VAW-123 en 1991

Il effectue ensuite 3 autres déploiements au sein du CVW-1 sur 3 porte-avions différents :
- 1 à bord de l'USS George Washington (CVN-73) en Méditerranée (1997-98)
- 1 à bord de l'USS Harry S. Truman (CVN-75) pour sa croisière d'essai en mer (1998)
- 1 à bord de l'USS John F. Kennedy (CV-67) en Méditerranée et golfe Persique (1999-2000)

Le VAW-123 a soutenu l'Opération Bouclier du désert et l'Opération Tempête du désert, étant le seul escadron E-2 Hawkeye à opérer à la fois dans la mer Rouge et dans le golfe Persique. L'escadron a également volé à l'appui de l'Opération Deny Flight et l'Opération Deliberate Force au-dessus de la Bosnie-Herzégovine et de l'Opération Southern Watch au-dessus de l'Irak.

### Années 2000
Lors de cette décennie, le VAW-123 réalise 5 déploiements au sein du CVW-1 sur 2 porte-avions différents :
- 1 à bord de l'USS Theodore Roosevelt (CVN-71) en Méditerranée et mer d'Arabie (2001-02)
- 4 à bord de l'USS Enterprise (CVN-65) en Méditerranée (2003 à 2007)

Le VAW-123 opère à l'appui de l'Opération Enduring Freedom en 2001. En 2003, il intervient durant la guerre d'Afghanistan pour l'Operation Mountain Resolve (en) et pour la continuation de l'Opération Enduring Freedom.

### Années 2010
En 2011 et 2012, l'escadron se déploie deux fois avec le CVW-1 avec l'USS Enterprise, avant son déclassement, à l'appui de l'Opération Enduring Freedom et de l'Opération New Dawn. 
En 2013, le VAW-123 est transféré au Carrier Air Wing Three (CVW-3), qui est affecté à l'USS Dwight D. Eisenhower (CVN-69). Le 1er janvier 2020, l'escadron a été renommé Airborne Command and Control Squadron 123 avec les 8 autres escadrons de l'US Navy pour refléter le rôle et les responsabilités élargis de l'E-2 Hawkeye dans les zones de combat.